# Schéffer Anna

Schéffer Anna (Budapest, 1952. –) magyar keramikus iparművész, tanár, az OKIT (Országos Képző- és Iparművészeti Társaság) megválasztott elnöke.

## Életpályája

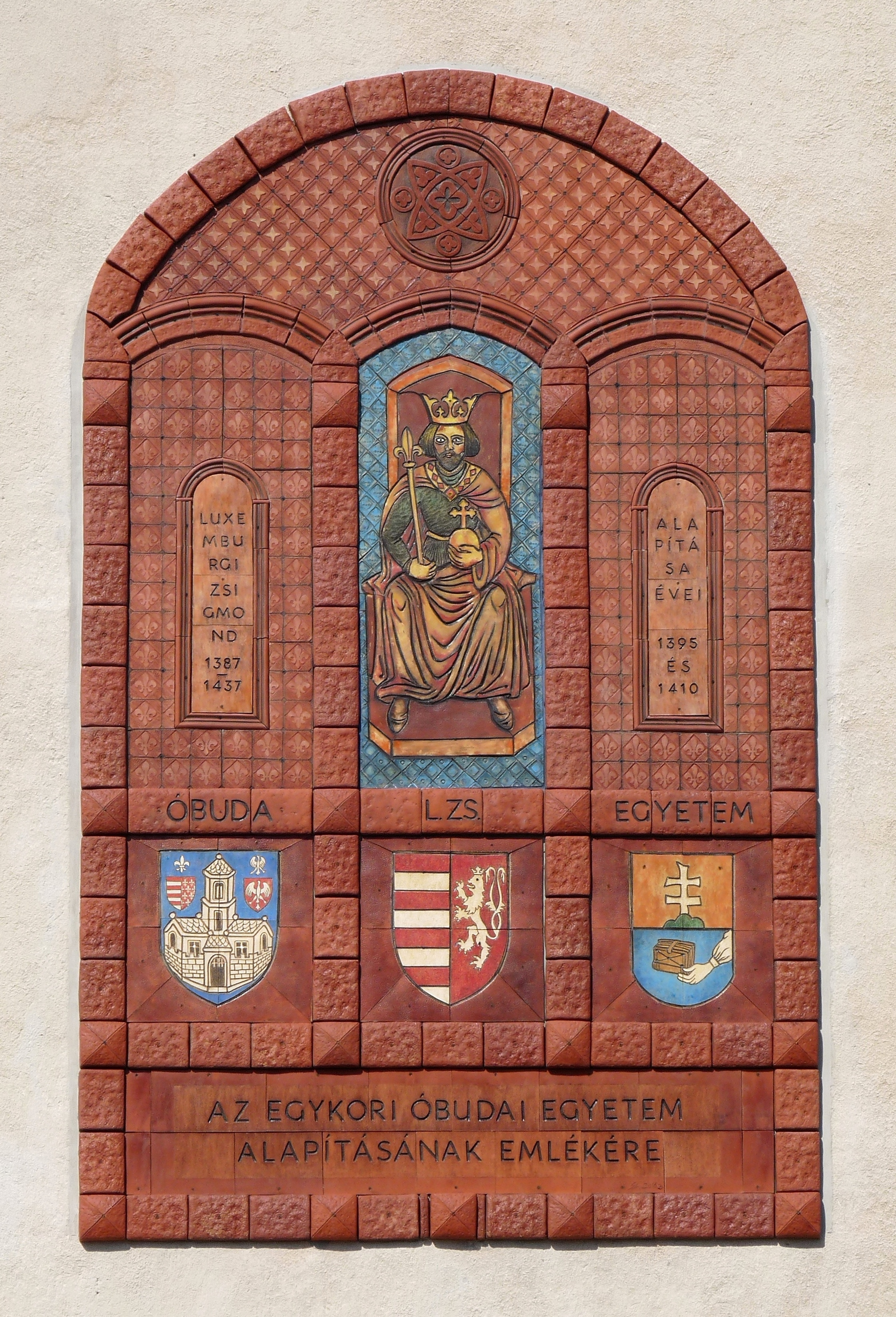
Az Óbudai Egyetem megalapításának emlékműve

Budapesten él, saját műhelyében dolgozik. Mesterének Kun Éva keramikus művészt tekinti. Iparművészként zömmel használati funkciójú tárgyakat készít. 1984 óta vesz rész egyéni és csoportos kiállításokon. Alkotásai megtalálhatók a kaposvári Magyar Groteszk gyűjteményben, a kecskeméti Keresztény Múzeum gyűjteményében, valamint a hódmezővásárhelyi Nemzetközi Kerámia Szimpozion gyűjteményében.
Tagja a Magyar Alkotóművészek Országos Egyesületének és a Magyar Keramikusok Társaságának, 2005 óta a Mészáros László Képző- és Iparművészeti Egyesület kerámia szekciójának szakmai vezetője.

## Főbb köztéri munkái
- Mór, Önkormányzat homlokzat, díszes magyar címer
- Vértesacsa Önkormányzat homlokzat, magyar címer
- Kiskunfélegyháza, Szakiskola homlokzat, magyar címer
- Budapest X. kerülete, Bem József ált. isk. aulája, Bem József emléktábla-dombormű
- Szada főtér, járófelületi kerámiabetétek
- Dunavecse, Százszorszép óvoda, külső fali díszburkolat
- Budapest III. kerülete, Óbudai Gimnázium homlokzatán az egykori Óbudai Egyetem megalapításának emlékműve (2017)

## Díjai, elismerései
- Csokonai Vitéz Mihály-díj (2009)